# カードゲーマー
『カードゲーマー』（Card Gamer）は、ホビージャパンが発行する日本のトレーディングカードゲーム（TCG）情報誌。隔月刊、奇数月末日（日曜・祝日の場合は前日）発売。

## 解説
2006年から2011年まで発行された『月刊ゲームジャパン』の後継誌として2011年10月7日に発刊した。発刊当初のキャッチコピーは「日本で唯一のカードゲーム専門誌」。2012年1月31日発売のVol.2以降は、発売日が現在の奇数月末日で固定されている。
編集体制は『月刊ゲームジャパン』から引き継いでいるが、流通上はムック扱い（「ホビージャパンMOOK」レーベルの通巻数を並記）のため雑誌コードは付与されず、各号ごとに個別のISBNが割り振られている。Vol.1から2014年1月31日発売のVol.14までの判型はA4変だったが、誌面リニューアルに伴い同年3月31日発売のVol.15からA4判に判型を変更した。

### 誌面の特徴
前身誌の『月刊ゲームジャパン』ではアーケードゲームを中心にコンピュータゲームの情報も一部取り扱っていたが、本誌は1999年から2006年まで刊行された『ゲームぎゃざ』以来の純然たるTCG専門誌に回帰している。トレーディングカードアーケードゲームやブラウザゲーム、スマートフォン用アプリなどのTCG連動要素があるものは「デジタルカード」と総称して取り扱っており、これらのゲーム用のシリアルコードが付録となる場合がある。
対象年齢層やプレイヤー数の多寡に関わらず多くのタイトルを継続的に掲載しているが、コナミデジタルエンタテインメントの『遊☆戯☆王オフィシャルカードゲーム』や株式会社ポケモンの『ポケモンカードゲーム』のように他の出版社との独占契約が締結されている関係で本誌には掲載されていないタイトルもある。本誌が重点的に扱っているタイトルにはタカラトミーの『デュエル・マスターズ』があり、同タイトルの情報が掲載されるのは『月刊コロコロコミック』を始めとする小学館の雑誌を別にすれば本誌のみである。また『RPGマガジン』の時代から継続的に取り扱っているウィザーズ・オブ・ザ・コーストの『マジック:ザ・ギャザリング』にも多くのページ数を割いている。
2014年のリニューアル以降はホビージャパンがタカラトミーと共同開発した『WIXOSS』の情報に力を入れている。Vol.15からは毎号連続で『WIXOSS』の限定プロモカードが添付されているが、同作の人気の高さからVol.16以降は短期間でバックナンバーの常備が無くなる号が連続で発生している。2015年4月25日には『カードゲーマー』特別編集の専門誌『ウィクロスマガジン』が発刊した。